# Kanton La Côte Radieuse

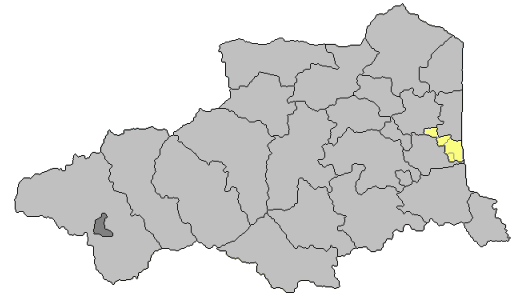
Lage im Département Pyrénées-Orientales

Der Kanton La Côte Radieuse war von 1982 bis 2015 ein französischer Wahlkreis im Arrondissement Perpignan, im Département Pyrénées-Orientales und in der Region Languedoc-Roussillon. Sein Hauptort war Saint-Cyprien.
Der Kanton war 30,57 km² groß und hatte 20.738 Einwohner (Stand 1. Januar 2012), was einer Bevölkerungsdichte von 659 Einwohnern pro km² entsprach.

## Gemeinden
Der Kanton bestand aus vier Gemeinden:
| Gemeinde        | Einwohner Jahr | Fläche km² | Bevölkerungsdichte | Code INSEE | Postleitzahl |
| --------------- | -------------- | ---------- | ------------------ | ---------- | ------------ |
| Alénya          | 3.358 (2013)   | 5,34       | 629 Einw./km²      | 66002      | 66200        |
| Latour-Bas-Elne | 2.297 (2013)   | 3,31       | 694 Einw./km²      | 66094      | 66200        |
| Saint-Cyprien   | 10.716 (2013)  | 15,8       | 678 Einw./km²      | 66171      | 66750        |
| Saleilles       | 4.887 (2013)   | 6,12       | 799 Einw./km²      | 66189      | 66280        |

## Bevölkerungsentwicklung
| 1962 | 1968 | 1975 | 1982 | 1990   | 1999   | 2006   | 2009   | 2011   |
| ---- | ---- | ---- | ---- | ------ | ------ | ------ | ------ | ------ |
| 3573 | 4404 | 5959 | 8871 | 13.093 | 16.481 | 19.241 | 20.153 | 20.490 |